# Кларіс Кліфф
Кларіс Кліфф (англ. Clarice Cliff) — англійська художниця та дизайнер кераміки, одна з головних майстринь у стилі ар-деко.

## Біографія

### Ранні роки
Кларіс Кліфф народилася 20 січня 1899 року у містечку Тунстолл, графство Стаффордшир. Вона була четвертою дитиною у сім'ї Гаррі та Енн Кліфф. Навчалася у початковій школі, припинивши навчання у тринадцятирічному віці.

### Творча діяльність
З 13-ти років почала працювати на фабриці «The Poteries» у Берслемі.
У 1916 році К.Кліфф перейшла до гончарної фабрики Royal Stafford. Через декілька років вона отримує посаду дизайнера і власну студію.
Перші моделі К. Кліфф під назвою «Bizarre»  були зроблені у 1927 році у популярному стилі ар-деко та мали великий успіх.
Наступні роки вона працювала над розвитком дизайну своїх робіт, виконуючи ручний розпис витворів, що надалі стало її візитівкою.
У 1930 році К. Кліфф була призначена арт-директором компанії Newport Pottery та продовжувала пошук нових форм.
За «Bizarre» слідували «Fantasque», «Inspiration», «Latona» та інші. Найпопулярнішою серією впродовж 30-х років ХХ століття були моделі «Crocus», вперше випущені у 1928 році.
Кераміка під її ім'ям вироблялася до 1964 року, коли фабрика була продана компанії Midwinters.
Кларіс Кліфф померла у 1972 році у Четвінд-хаусі, Клейтон, графство Стаффордшир.

## Цитати
В інтерв'ю виданню «Pasadena Evening Post» К. Кліфф висловила свою думку, яка стала її найвідомішою цитатою: «Трохи розваги під час роботи не робить мене митцем, а люди, які цінують справді прекрасні та оригінальні витвори кераміки, не бояться безвинних дрібниць».